# Ernabella-Mission
Die Ernabella-Mission war von 1937 bis 1974 eine Missionsstation für Aborigines auf dem Gebiet der Pitjantjatjara im Zentrum Australiens in South Australia. Neben dem langfristigen Ziel, die Aborigines zu christianisieren, ging es den presbyterianischen Missionaren vor allem darum, die Kultur der Aborigines zu erhalten, ihnen einen Lebensraum und medizinische Unterstützung zu bieten sowie ihnen eine langsame Adaptation an die westliche Lebensweise zu ermöglichen.
Ernabella gilt heutzutage neben Hermannsburg als eines der positivsten Beispiele für Missionsarbeit in Australien.

## Gründung
Treibende Kraft war der in Australien lebende schottische Arzt Charles Duguid, der sich für die Interessen der Aborigines einsetzte. Er war von einem Massaker an Aborigines in Alice Springs, dem Coniston-Massaker im August 1928, aufgerüttelt worden, in dem mindestens 31 Aborigines getötet wurden, hatte sich umfassend vor Ort über die Lebensbedingungen der Aborigines informiert und dabei erfahren, wie Aborigines durch das Vordringen weißer Viehzüchter das Land weggenommen worden war. Insbesondere Ende der 1920er Jahre waren Aborigines der Western Deserts wegen einer Jahre anhaltenden Dürre wieder in die fruchtbareren Gebiete der Viehzüchter gekommen, wodurch es zu Auseinandersetzungen kam.
Sein Konzept unterschied sich von anderen Missionen, insbesondere der United Aboriginal Mission, indem er sich bewusst von dem bislang vorherrschenden autoritären Stil abgrenzte, der darauf abzielte, Aborigines so schnell wie möglich zu assimilieren:

„… das beste ihrer eigenen Kultur muss erhalten werden. Wenn sie dann aber sehen und erfahren, was das beste der neuen Zivilisation ihnen bringt, werden sie es begehren. Wir müssen zufrieden sein bis dahin zu warten.“

Sein ursprüngliches Ziel war es, eine medizinische Mission zu errichten; allerdings wurde mit Harry Taylor ein klerikaler Missionar berufen.

## Alltag
Auf dem zunächst rund 1000 km2 und später 5000 km2 großen Gelände der Mission wurden Schafe gehalten; Aborigines – die sich in dieser Gegend selber als Anangu bezeichnen – wurden als Schafhüter, Scherer und Zaunbauer eingestellt. Es wurde ihnen ein Gehalt bezahlt, womit Ernabella von Ereignissen wie dem Cummeragunja Walk-off, einem Aufstand von Aborigines, unberührt blieb.
Familien und Clans, die sich auf dem Gelände ansiedelten, durften in Camps zusammenleben; die Kinder wurden nicht von ihren Eltern getrennt in Schlafsäle gebracht, wie es in anderen Missionsstationen üblich war.
Anstatt sie abhängig von Nahrungsmittellieferungen der Station zu machen, wurden sie ermutigt, weiterhin Essen zu erjagen und zu sammeln. Außer für Kranke, Kinder und Alte galt die Regel „no work, no tucker“ (keine Arbeit, kein Essen). Es wurde erwartet, dass jeder, der Nahrung von der Mission annahm, auch an den Gottesdiensten teilnahm. Traditionelle Zeremonien wie der Corroboree waren aber, bis auf sonntags, weiterhin erlaubt.
Die Menschen durften, sollten sogar, ihrer Tradition entsprechend, unbekleidet bleiben: Duguid glaubte, dass es den Menschen mehr Selbstrespekt gebe, als in Lumpen aus Kleiderspenden zu leben; zum anderen sah er darin medizinische Vorteile, da er in Kleidung, die in der Wüste wegen Wassermangels nur selten gewaschen werden konnte, eine Brutstätte für europäische Krankheiten sah. In den späten 1940er Jahren begann sich Kleidung trotzdem durchzusetzen.
Alle weißen Mitglieder der Mission hatten die Australische Sprache Pitjantjatjara zu lernen.

## Gesundheit
Auch wenn der erste Missionar ein Kleriker war, so brachte er eine medizinische Grundausbildung mit. Er war sehr erfolgreich im Heilen der weitverbreiteten und in den Anfangsstadien hauptsächlich lästigen Frambösie, so dass Aborigines von weit her anreisten, um sich behandeln zu lassen.
Die Ernährungslage galt nach einem Report von 1943 als bedenklich; die Aborigines waren unterernährt. Duguid sah die Ursachen in einer anhaltenden Dürre, die die Anzahl der Hilfesuchenden erhöht hatte, sowie in den geringen Fettreserven, die aus der Nahrung der Wüste im Körper aufgebaut werden kann. Die Rationen wurden erhöht; die Regel „no work, no tucker“ blieb erhalten. Während Aborigines in Zeiten der Not normalerweise keine Nahrung an Kranke „verschwenden“, setzten sich die Missionare damit durch, auch diese weiterhin bis zu deren Genesung zu ernähren.
1948 und 1956 wurde Ernabella von Masern-Epidemien befallen; dabei starben 1948 von den 200 indigenen Bewohnern etwa ein Viertel; 1956 starben 27 Kinder.

## Schule
1940 wurde eine Schule gegründet. Im Gegensatz zu allen anderen Missionsschulen wurde nicht in Englisch unterrichtet, sondern in den ersten Jahren in Pitjantjatjara. Englisch wurde ab 1944 als Fremdsprache unterrichtet. Im Laufe des Jahres besuchten insgesamt etwa 200 Kinder die Schule; da sie aber zeitweise mit ihren Familien noch nomadisch lebten, waren nie mehr als 80 Kinder zur selben Zeit in der Schule. Es gab lange Schulferien im Sommer und Winter, um den Familien Reisen für Zeremonien in ihr traditionelles Land zu ermöglichen. Bis 1959 gab es nur einen ausgebildeten Lehrer, der das Material vorbereitete, mit dem seine Assistenten, Anangus, unterrichteten. Einer dieser Lehrer, Ronald Trudinger, veröffentlichte 1943 die erste Arbeit über die Sprache Pitjantjatjara.

## Kultur
Die Kunst der Aborigines und das Kunsthandwerk der Aborigines wurden ab 1948 systematisch gefördert, als ein Kunstlehrer eingestellt wurde. Die Frauen Ernabellas wurden in den 1970er Jahren erfolgreich mit Batiken, die mit einem Design genannt walka belegt waren. Arbeiten von Pantjiti McKenzie der Ernabella Arts Inc. von der Pukatja Community wurden von der neuen State Library Spence Wing von South Afrika ausgestellt. Drei ihrer Arbeiten wurden mit der höchsten Design-Qualität ausgezeichnet.
Ein Kinderchor wurde in den 1940er Jahren gegründet, unter anderem, um das Erlernen der englischen Sprache zu unterstützen. Der Chor hat seit den frühen Jahren nationale und internationale Auftritte.

## Ergebnisse
Die erste Taufe fand 1952 statt, die erste kirchliche Heirat 1968. 1978 wurde die Übersetzung des Neuen Testaments in Pitjantjatjara unter dem Titel tjukurpa jesuku (deutsch: Jesus’ Traumzeit) veröffentlicht. Die traditionelle Kultur und wichtige Zeremonien wie die Initiation sind bis heute weitgehend erhalten.
Die Mission wurde 1974 an die traditionellen Eigner des Landes übergeben; der Ort heißt nun Pukatja und liegt im 1981 gegründeten lokalen Verwaltungsgebiet Anangu Pitjantjatjara Yankunytjatjara.